# Coniglio veneto
Il coniglio veneto (cunicio, conejo) è inserito nell'elenco dei prodotti tipici veneti.
Il Veneto è tradizionalmente una delle regioni con il maggior numero di allevamenti cunicoli del mondo: fino a trent'anni fa ogni famiglia aveva un piccolo allevamento di conigli sia per il proprio consumo che per garantirsi un reddito integrativo attraverso il commercio di carne e pelli. 
La Marca trevigiana, possiede a tutt'oggi la più alta concentrazione al mondo di tali allevamenti: delle circa 50 razze di conigli allevati nel mondo 40 sono selezionate in Italia, per lo più in quest'area dove sono presenti industrie che producono attrezzature e mangimi.

## Uso in cucina
Il coniglio viene consumato giovane, possibilmente prima che raggiunga la maturità sessuale (ad una età di 84/90 giorni, al raggiungimento di 2,5 kg di peso)  per evitare che la carne assuma un odore acre e sgradevole, tagliandolo a pezzi e cuocendolo in una casseruola di terracotta per due ore dopo averlo lasciato marinare una notte con un trito di verdure, alloro e vino rosso. Anche il coniglio, come molti piatti veneti, è servito con la polenta e, in stagione, con un contorno di pissacan in tecia ovvero foglie di tarassaco leggermente amarognole, cucinate con aglio, olio e lardo.